# Nohup
nohup é um comando do UNIX que permite executar programa de uma forma "desconectada" da sessão atual. Ou seja, se o usuário fizer logout, o comando continuará a rodar em segundo plano, emitindo sua saída para o arquivo nohup.out.
Um uso comum é com o wget, para realizar downloads em segundo plano de forma não-interativa.